# Hildur Hult
Pour les articles homonymes, voir Hult (homonymie) et Wåhlin.
Hildur Hult, puis Hildur Hult-Wåhlin est une peintre suédoise, née le 2 janvier 1872 à Helsinki et morte le 8 avril 1904 à Stockholm.

## Biographie
Hildur Hult naît à Helsinki mais grandit dans le Blekinge, en Suède. Elle est la sœur de la géologue Ebba Hult de Geer.
Elle étudie à l'Académie royale des arts de Suède entre 1895 et 1900. Elle remporte une médaille royale pour son tableau Agitation (1899). Lors d'un voyage en Finlande en 1900, elle peint une série de portraits.
En 1902, elle épouse l'historien de l'art et éditeur Karl Wåhlin (sv). Elle meurt prématurément deux ans plus tard, à l'âge de 32 ans. Elle est enterrée au cimetière du Nord à Solna.

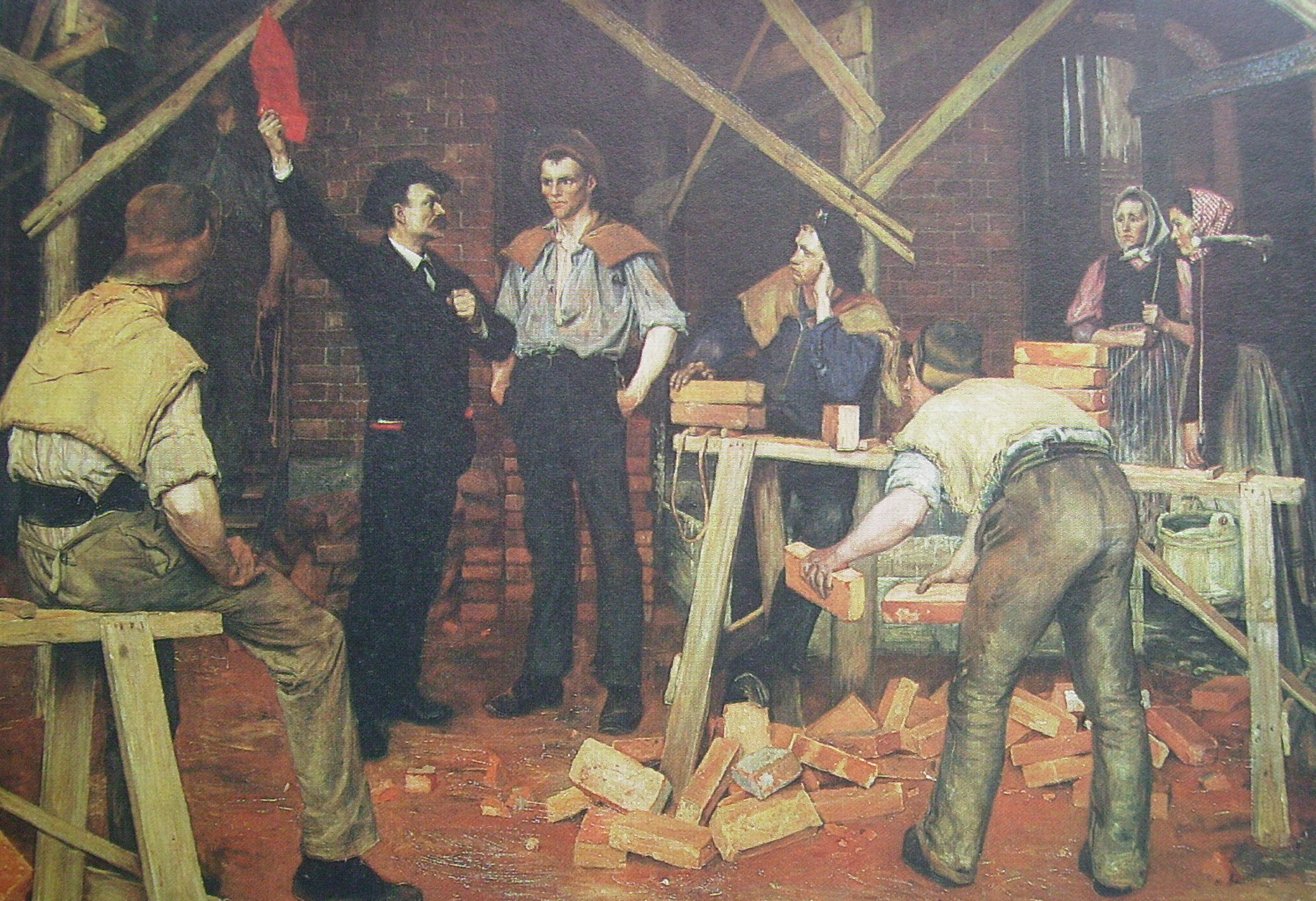
Son œuvre la plus connue : Agitation (1899).